# Region Metropolitalny Delty Rzeki Perłowej
Region Metropolitalny Delty Rzeki Perłowej (chiń. 珠江三角洲城市圈; Zhūjiāng Sānjiǎozhōu Chéngshìquān, ang. Pearl River Delta Metropolitan Region) – powstające największe megalopolis i ośrodek przemysłowy świata, położone w południowo-wschodnich Chinach wokół estuarium Rzeki Perłowej, nad Morzem Południowochińskim. Obszar powstanie z połączenia dziewięciu chińskich metropolii: Kantonu, Shenzhen, Zhuhai, Dongguan, Huizhou, Zhongshan, Foshan, Zhaoqing i Jiangmen, a w przyszłości także Hongkongu i Makau.

## Gospodarka
Delta Rzeki Perłowej była jednym z najszybciej rozwijających się regionów Chińskiej Republiki Ludowej od rozpoczęcia reform w 1979. Wzrost gospodarczy wynoszący 13,45% przez trzy dekady był o 3,5 pkt. proc. większy niż średnia krajowa. Od 1978 30% inwestycji zagranicznych w Chinach była lokowana w tym regionie. W 2016 PKB regionu wyniosło 1200 mld USD, co czyni go 15. największą gospodarką świata (między Hiszpanią a Meksykiem). Ośrodek ten zajmuje 0,6% powierzchni Chin, a wytwarza 13% krajowego PKB.